# Дмитрий Волкогонов
Дмитрий Антонович Волкогонов е съветски и руски историк, философ, държавен деец, офицер, генерал-полковник от 1986 г.

## Биография

### Произход и образование
Роден е на 22 март 1928 година в станция Мангут, Кирински район, Читинска област, Русия, СССР. Баща му е разстрелян в годините на Сталиновите репресии, майка му е починала в заточение. Завършил е Орловското танково училище (1952), Военно-политическата академия „В. И. Ленин“ (1966). Защитава докторска дисертация „Социологически и гносеологически анализ на проблемите на военно-етичната теория (Морал и война)“ (1971).
Служи в Приволжкия и в Киевския военни окръзи, заема различни длъжности в политическите органи на армията. От 1966 г. работи във Военно-политическата академия, а от 1971 година – в Главното политическо управление на Съветската армия и Военноморския флот.

### Професионална и политическа кариера
Генерал Волкогонов е специалист по военно-етични теории, методологически проблеми на военната теория и практика, проблеми на руската история от първата половина на XX век. От 1984 година е заместник-началник на Главното политическо управление на Съветската армия (СА) и ВМФ. През 1988-1991 година е началник на Института по военна история при Министерството на отбраната на СССР. Избиран е за депутат във Върховния съвет на РСФСР през 1985 година, в партийни органи на КПСС, делегат е на XXVII и XXVIII конгрес на КПСС и XIX конференция на КПСС. През 1990 г. защитава докторска дисертация по история на тема „Сталинизмът: същност, генезис, еволюция“.
През 1990 година е избран за народен депутат на РСФСР, член на Съвета на националностите на Върховния съвет на РФ, бил е съпредседател на фракцията „Ляв център – сътрудничество“, координатор е на депутатската група „Русия“, член е на Комитета на Върховния съвет по въпросите на отбраната и сигурността; работил е и като съветник на президента на РФ по въпросите на отбраната. През 1991 година е свален от длъжностите с политически мотиви.
Умира от рак на мозъка на 6 декември 1995 година в Москва. Погребан е в московското Кунцевско гробище.

## Историк, изследовател и писател
Волкогонов разработва въпросите за взаимовръзката между война и морал и проблемите на психологическите войни. В последните години философско-историческата проблематика е в сферата на неговите научни интереси. От 1991 година е председател на редица комисии на правителствата на Руската федерация и на президента на Руската федерация. Той е доктор на философските науки, доктор на историческите науки, професор, член-кореспондент на Руската академия на науките (1991). През 1993 година е избран за депутат в Държавната дума на Федералното събрание на РФ. Бил е член на фракцията „Изборът на Русия“ („Выбор России“) и член на Комитета по отбрана.
Написал е повече от 20 книги по история, философия, проблеми на политиката. Сред последните негови работи е 3-томният труд за Йосиф Сталин „Триумф и трагедия“. Публикувал е повече от 500 научни и публицистични статии по актуални въпроси на политиката, философията и историята. Бил е вицепрезидент на Международната асоциация на военните историци, член на Управителния съвет на Философското дружество, Дружество „Знание“, член на редколегията на „Военно-исторически журнал“ („Военно-исторический журнал“) и списание „Знамя“. Награден е със съветски и чуждестранни ордени и медали, лауреат е на научни и литературни премии.
През 1996 година за трилогията „Вождове“ („Вожди“) в 6 тома („Сталин“, „Троцкий“, „Ленин“) Волкогонов е удостоен посмъртно с Държавна премия на Руската федерация в областта на литературата и изкуството. Неговото творчество е подлагано на критика.

## Съчинения
- Психологическая война. М., 1983
- Феномен героизма. М., 1985
- Вожди. Трилогия:
  - Сталин в 2 т. М., 1992
  - Троцкий в 2 т. М., 1992
  - Ленин. Политический портрет. Кн. 1 и 2. М., 1994
- Семь вождей. М., 1996
- Этюды о времени. М., 1998.
- Контрпропаганда: теория и практика.